# السماء الواقية
السماء الواقية (بالإنجليزية: The Sheltering Sky)‏ هي رواية ألفها بول بولز عام 1949. وتدور قصة الفيلم حول بورت وكيت مورسبي، الزوجان القادمين من نيويورك الذين يسافرون إلى صحراء شمال أفريقيا برفقه صديقهم تيرنر. الرحلة، والتي في البداية كانت محاولة من بورت وكيت لحل الصعوبات التي يواجهونها في إطار الزواج، تحف يالخطر سريعا عن طريق جهل المسافرين بالمخاطر التي تحيط بهم.
ضمنت مجلة تايم هذه الرواية "من أفضل 100 روايات باللغة الإنجليزية 1923-2005.

## وصلات خارجية
- The Authorized Paul Bowles Web Site.